# Літи

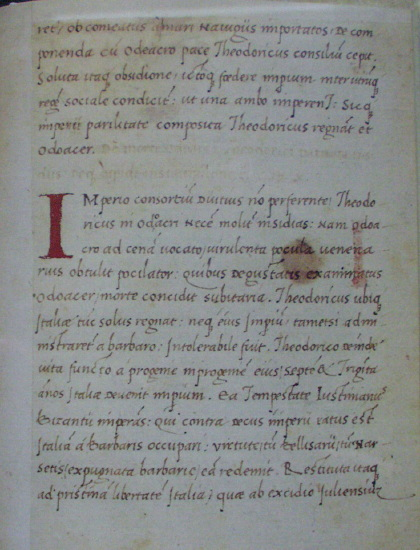
Edictum Theodorici regis. 460

Літи (лат. Liti) — відомий з варварських правд прошарок напіввільного, відпущеного на свободу населення в германських племен франків і саксів (у лангобардів їм відповідали альдії, в англосаксів — лети). Займали проміжне положення між вільними общинниками і рабами. У міру формування феодальних відносин літи ставали частиною класу феодально залежного селянства.
Припускають, що ця станова група утворилася з підкорених ще в давнину народностей. Літи були станом з особливими правами і становищем у германській громаді. Між ними і вільновідпущеними існує значна різниця; вони розглядалися як вільні римляни. За салічною правдою за вбивство літа сплачувалась половина вергельду, призначеного за вільну людину. Цей майновий викуп (вергельд) платили не пану, як за раба, а родичам, як за вільного. Літи мали право особистої недоторканності. Землею вони володіли, але не самостійно, а сиділи від імені якогось господаря на чужій ділянці, обробляли її і платили за неї оброк панові. Літи не мали jus connubii (римського громадянства). У політичних справах вони участі не брали. Спадкоємець літ платив особливу данину за право спадкування.